# Kielijärvi (sjö, lat 66,65, long 26,65)
Kielijärvi är en sjö i Finland. Den ligger i kommunen Rovaniemi i landskapet Lappland, i den norra delen av landet, 700 km norr om huvudstaden Helsingfors. Kielijärvi ligger 166,5 meter över havet. Den är 9,5 meter djup. Arean är 2,23 kvadratkilometer och strandlinjen är 12,85 kilometer lång. Sjön  ingår i Kemi älvs huvudavrinningsområde. 